# Solana de Rioalmar
Solana de Rioalmar ist ein Ort und eine zentralspanische Gemeinde (municipio) mit 138 Einwohnern (Stand: 2024) in der Provinz Ávila in der Autonomen Region Kastilien-León. 

## Lage
Solana de Rioalmar befindet sich in den nördlichen Ausläufern der Sierra de Gredos gut 29 Kilometer westnordwestlich von Ávila in einer Höhe von 1105 m. Das Klima im Winter ist kühl, im Sommer dagegen trotz der Höhenlage durchaus warm; der Regen (ca. 570 mm/Jahr) fällt – mit Ausnahme der nahezu regenlosen Sommermonate – verteilt übers ganze Jahr.

## Bevölkerungsentwicklung
| Jahr      | 1970 | 1981 | 1991 | 2001 | 2011 | 2021 |
| Einwohner | 583  | 405  | 365  | 273  | 213  | 149  |

## Sehenswürdigkeiten

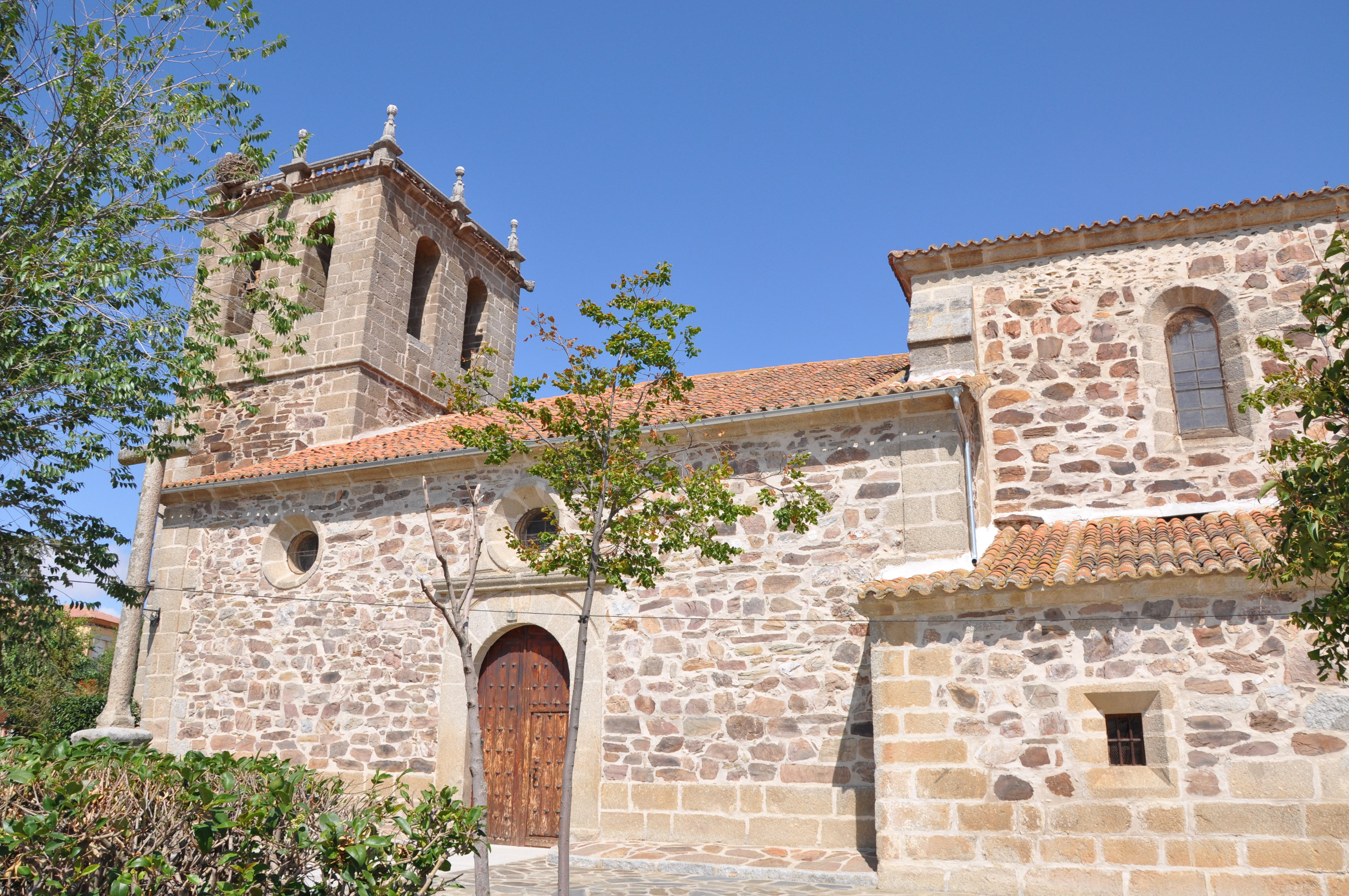
Kreuzkirche
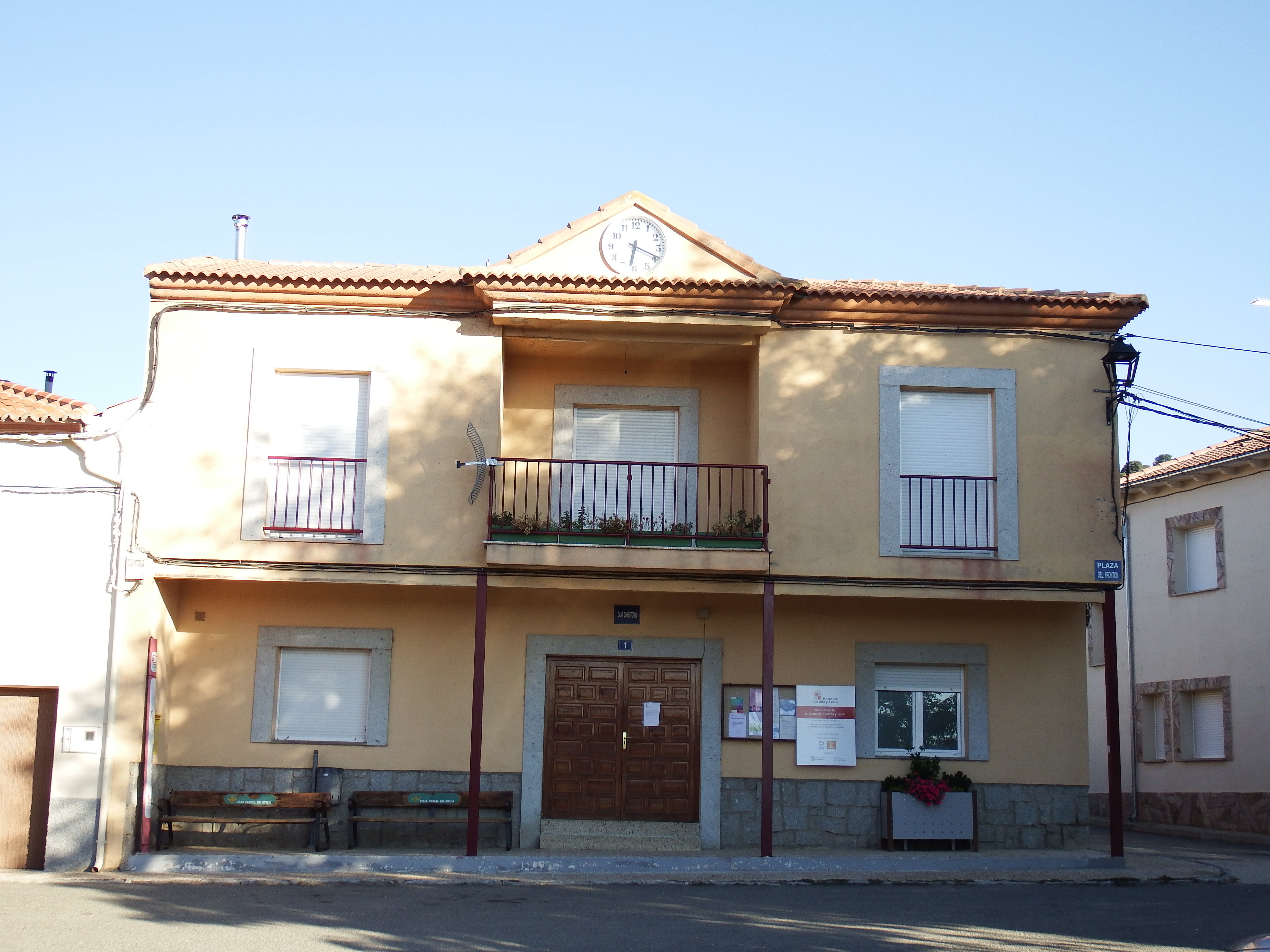
Rathaus

- Marienkapelle
- Christuskapelle

- Kreuzkirche
- Rathaus